# Popolari Democratici
Die Popolari Democratici (deutsch etwa: Demokratische Volkspartei) waren eine kleine christdemokratische Partei in der italienischen Region Kampanien. Sie entstanden aus den Unstimmigkeiten einiger Aktivisten der UDEUR mit der politischen Linie des Vorsitzenden Clemente Mastella, welche zum Bruch und Scheitern der Mitte-links-Regierung von Romano Prodi führte.
Die Abspaltung vollzog sich unter Leitung der drei kampanischen Regionalräte Nicola Caputo, Vittorio Insigne und Giuseppe Maisto, die dafür von Antonio Fantini aus der UDEUR ausgeschlossen wurden. Caputo verließ die Partei schon im Juni 2008 wieder, um sich der Partito Democratico (PD) anzuschließen. Maisto wechselte später zur Alleanza per l’Italia (ApI). Zuletzt trat die Partei bei der Kommunalwahl im April 2010 in Mugnano di Napoli auf. Seither ist sie inaktiv.